# Beryl Bainbridge
Beryl Margaret Bainbridge (Liverpool, 21 november 1932 - aldaar, 2 juli 2010) was een Engels romanschrijfster.
The Times plaatste haar in 2008 op de lijst van de 50 belangrijkste naoorlogse Britse auteurs. Een van haar meest bekende werken was An Awfully Big Adventure uit 1989, dat in 1995 verfilmd werd met Alan Rickman en Hugh Grant.

## Levensloop
In 1954 trouwde Bainbridge met de kunstenaar Austin Davies, met wie ze twee kinderen kreeg. Dat huwelijk duurde niet lang; later kreeg ze een verhouding met de schrijver Alan Sharp. Hun in 1967 geboren dochter is de actrice Rudi Davies. In 1958 deed Bainbridge een zelfmoordpoging door haar hoofd in een oven te steken. Maar in dat jaar begon ze ook te schrijven.
Beryl Bainbridges eerste roman, Harriet Said... dateert uit 1958, maar het boek werd door een aantal uitgevers afgewezen, en pas in 1972 gepubliceerd. In 1967 werd voor het eerst een werk van haar uitgegeven, A Weekend with Claud. In de jaren zeventig werd ze een productief schrijfster die waardering oogstte van critici. Maar pas in de jaren negentig behaalde ze veel commercieel succes met haar historische fictie, waaronder het al in 1978 verschenen boek Young Adolf over een fictief bezoek van Adolf Hitler aan zijn familie in Liverpool, Watson's Apology over een moord in de victoriaanse tijd, The Birthday Boys over de expeditie van Robert Scott naar de Zuidpool en Master Georgie over een biseksuele chirurg die zijn comfortabele praktijk in Liverpool verlaat om zijn beroep in de lazaretten van de Krimoorlog uit te gaan oefenen.

## Onderscheidingen
- Whitbread Book Award voor beste roman (1977, 1996)
- Vijf nominaties voor de Booker Prize

## Werken
- A Weekend with Claud (1967)
- Another Part of the Wood (1968)
- Harriet Said... (1972)
- The Dressmaker (1973)
- The Bottle Factory Outing (1974)
- Sweet William (1975)
- A Quiet Life (1976)
- Injury Time (1977)
- Young Adolf (1978)
- Another Part of the Wood (1979)
- Winter Garden (1980)
- A Weekend with Claude (1981)
- English Journey (1984)
- Watson's Apology (1984)
- Forever England: North and South (1987)
- An Awfully Big Adventure (1989)
- The Birthday Boys (1991)
- Something Happened Yesterday (1993)
- Every Man for Himself (1996)
- Master Georgie (1998)
- According to Queeney (2001)
- Front Row: Evenings at the Theatre (2005)
- The Girl in the Polka-dot Dress (2011)
- Mum and Mr Armitage, the collected stories (2012)

## Trivia
- Het nummer Beryl op Tracker van Mark Knopfler is aan haar gewijd

- Bibsys: 90072885
- Biblioteca Nacional de España: XX1721226
- Bibliothèque nationale de France: cb11889916c (data)
- Catàleg d'autoritats de noms i títols de Catalunya: 981058522345406706
- CiNii: DA07599610
- Digitale Bibliotheek voor de Nederlandse Letteren: bain001
- Gemeinsame Normdatei: 119110555
- International Standard Name Identifier: 0000 0001 1558 5740
- Library of Congress Control Number: n79145714
- Nationale Bibliotheek van Letland: 000027210
- Nationale Bibliotheek van Tsjechië: jo20010090063
- Nationale bibliotheek van Australië: 35443158
- Nationale Bibliotheek van Israël: 987007579466005171
- Nationale Bibliotheek van Polen: a0000001190943
- Nederlandse Thesaurus van Auteursnamen: 068361769
- Réseau des bibliothèques de Suisse occidentale: 02-A002961405
- LIBRIS: 176603
- SNAC: w68d0jx5
- Système universitaire de documentation: 026701383
- Trove: 954608
- Virtual International Authority File: 4142979
- WorldCat: E39PBJqVVjKWpjHwXh3cVD8grq